# L 20e α方案
L 20e α方案（德語：Projekt L 20 e α）是德意志帝国海军在第一次世界大战期间制定的一个战列舰船级建造方案。作为巴伐利亚级战列舰的继任者，该船级的设计工作始于1914年，但1914年7月爆发的第一次世界大战导致计划被迫搁置。工作于1916年初重启，并吸取当年日德兰海战的经验教训，对设计进行了细化调整。公海舰队总司令赖因哈德·舍尔希望拥有比以往舰船更大口径的主炮和更高的航速来对抗英国皇家海军的最新舰艇。各类方案因此得到提呈，装备口径从与巴伐利亚级相同的八门380毫米炮至八门420毫米炮不等。
设计工作于1918年9月完成，但至那时，它们已没有机会建造。德国日益恶化的战争形势，以及对资源进行重新分配以支持U艇战，意味着这些舰只永远无法兴建。一旦建成，这款战列舰将比前级巴伐利亚级要大得多，长度达到238米——而前级舰仅为180米。它们的速度也显著更快，最高时速为26節（48每小時），相比之下，巴伐利亚级的最高时速为21節（39每小時）。这些舰只本将成为第一艘装备超过380毫米口径炮的德国军舰。

## 背景

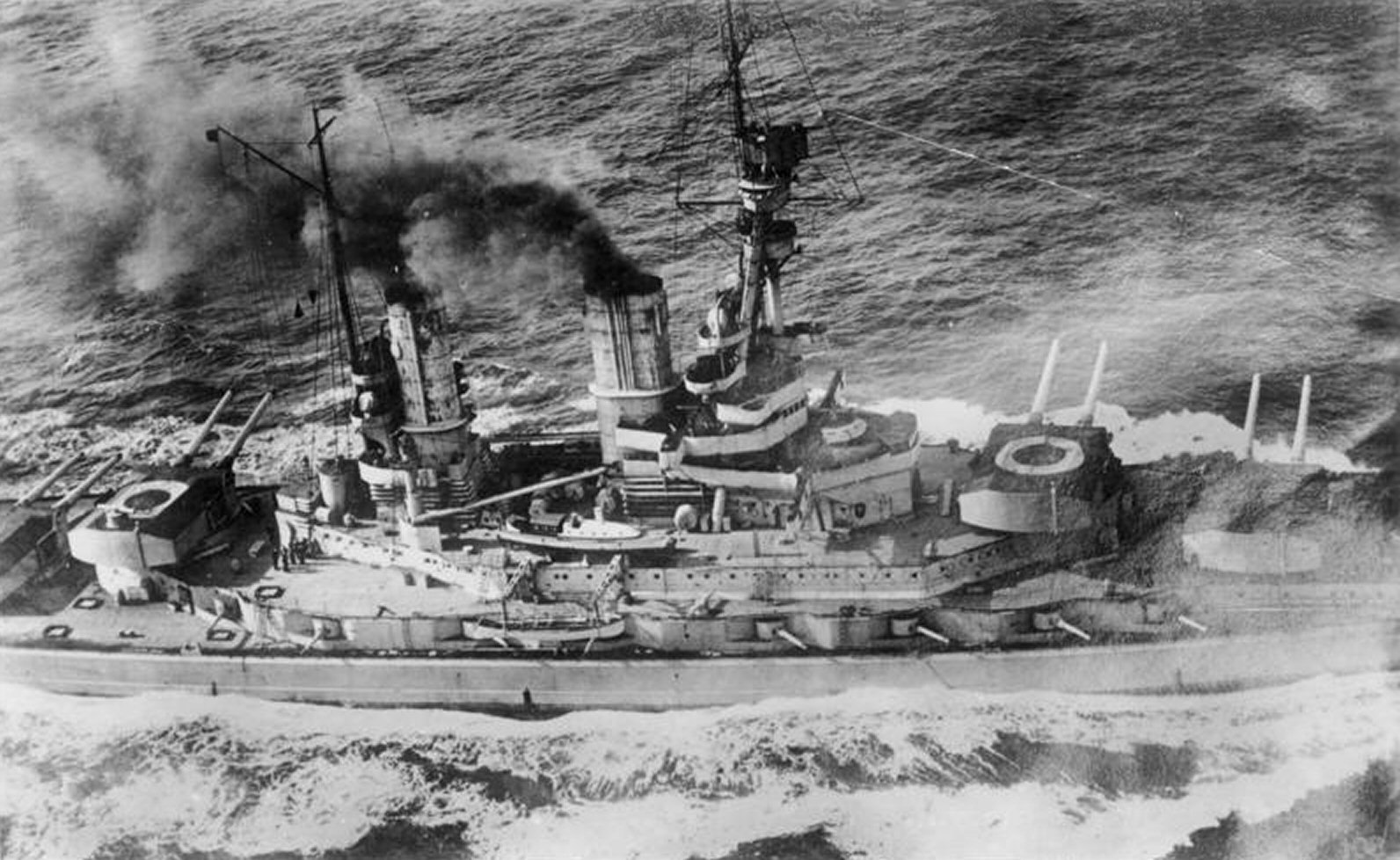
巴伐利亚级巴登舰，是最后完工的德意志帝国海军战列舰，也是L20e α方案的设计基础

就在20世纪初前不久，德国开始实施海军扩张计划，旨在以海军中将阿尔弗雷德·冯·提尔皮茨为指导，挑战英国对海洋的控制权。在接下来的十年间，德国人建造了勃兰登堡级、德皇腓特烈三世级、维特尔斯巴赫级、不伦瑞克级和德国级等20余艘前无畏战列舰。无畏舰革命打乱了德国人的计划，但提尔皮茨依然继续他的进程，确保至1914年进一步建成了拿骚级、黑尔戈兰级、皇帝级、国王级和巴伐利亚级等21艘无畏战列舰。
在1914年7月第一次世界大战爆发前，德意志帝国海军开始规划1916年度建造项目的战列舰设计，它将沿用当时仍然在建的巴伐利亚级舰只方案。这些舰只的主炮是由布置在四座双联装炮塔中的八门380毫米速射炮组成。当时，英国皇家海军已经开始建造武器布局相似的伊丽莎白女王级和复仇级战列舰，而德国人拟使1916年度的战列舰优于任何一种英国船级，因此各类设计都是围绕着十门或十二门380毫米炮来起草。这些设计包括有德国海军所青睐的双联装炮塔标准版本，以及与1913年开始龙骨架设的法国諾曼第級戰列艦相类似的双联装加四联装炮塔变体版本。而战争的爆发导致这些计划被迫放弃。
至1916年，新战列舰的设计工作于4月重新启动，并提交了首批三项方案：L 1、L 2和L 3方案，它们与当时正在开发的约克代舰级战列巡洋舰非常相似。这些战列舰与战列巡洋舰的尺寸完全一致，并且L1和L3装备有相同的八门380毫米炮（L2可装备十门），但它们的最高速度为25至26節（46至48每小時），而约克代舰级的速度则可达29至29.5節（53.7至54.6每小時），并受到重型装甲保护。设计的工作进展缓慢，这主要是需要考虑备选武器方案的抉择，包括八门或十门380毫米炮、又或是八门420毫米炮。
| 方案 | 排水量  | 主舰炮        | 速度             | 长度  | 宽度   | 吃水  |
| ---- | ------- | ------------- | ---------------- | ----- | ------ | ----- |
| L 1  | 34000吨 | 8 × 380毫米炮 | 26節（48每小時） | 220米 | 30米   | 8.6米 |
| L 2  | 34000吨 | 8 × 380毫米炮 | 25節（46每小時） | 220米 | 30米   | 8.6米 |
| L 3  | 38000吨 | 8 × 380毫米炮 | 26節（48每小時） | 230米 | 30.4米 | 8.8米 |

## 发展和取消
1916年1月，海军中将赖因哈德·舍尔成为公海舰队总司令。经历了1916年5月31日－6月1日的日德兰海战后，舍尔力推更新、更强大的战列舰，这与德皇威廉二世所号召、称为“一体化的战列舰（Einheitsschiff）”相符，将战列舰的装甲和火力与战列巡洋舰的速度结合在一起。而海军指挥部的另一个派系，负责领导国家海军办公室的国务大臣、海军上将爱德华·冯·卡佩勒则反对这一想法，并青睐于传统的、差异化的主力舰设计。尽管如此，舍尔还是主张新舰应拥有420毫米口径的主炮、350毫米厚的装甲带、速度可达32節（59每小時）以及最大排水量接近于50000吨。全新的420毫米炮是在1916年12月29日设计，至1918年9月11日获批，然而却并未实际建造。
至1916年底，满足舍尔要求的三个方案的设计工作已经完成，其排水量均为42000吨左右。它们的代号为L 20b、L 21b和L 22c；其中L 20b将有八门420毫米炮，而L 21b和L 22c则分别有十门和八门380毫米炮。在1917年2月的无限制潜艇战爆发后，卡佩勒表示不应停止主力舰的建造来支持U艇的建造。L 20b的工作得以继续，由于海军指挥部更青睐于搭载420毫米炮，因此进一步完善的变体在1917年8月21日提呈，代号为L 20e；同时提交的还有一款代号为L 24的新方案，它与L20e大致相仿，但尺寸稍长，速度也有1.5節（2.8每小時）的提升，并且有两个额外的锅炉和相应较宽的烟囱。它们在鱼雷武器的布置方面也有所不同。L 20的设计将它们置于船体的水线下方，而L 24的设计则使用水上发射器。设计的排水量固定为45000吨。然而，两款舰只的最高速度仅为23節（43每小時），这是舍尔所无法接受的。
| 方案    | 排水量  | 主舰炮         | 速度                 | 长度       | 宽度   | 吃水 |
| ------- | ------- | -------------- | -------------------- | ---------- | ------ | ---- |
| L 20b   | 42000吨 | 8 × 420毫米炮  | 22.5節（41.7每小時） | 235米      | 32米   | 9米  |
| L 21a   | 42000吨 | 10 × 380毫米炮 | 不详                 | 235米      | 32米   | 9米  |
| L 22c   | 41700吨 | 8 × 380毫米炮  | 不详                 | 235米      | 32米   | 9米  |
| L 20e   | 42000吨 | 8 × 420毫米炮  | 25節（46每小時）     | 235－237米 | 32米   | 9米  |
| L 24    | 43000吨 | 8 × 420毫米炮  | 26.5節（49.1每小時） | 240米      | 32米   | 9米  |
| L 24e α | 45000吨 | 8 × 420毫米炮  | 27.5節（50.9每小時） | 240米      | 33.5米 | 9米  |

至1917年10月，L 20e和L 24e被完善为L 20e α和L 24e α两个版本；排水量分别为44500吨和45000吨。它们的副炮数量减少为十二门，而巴伐利亚级则有十六门。与L 20e α相比，L 24e α在水线上方还安装了另外一对鱼雷管。这两款设计的装甲布局与巴伐利亚级大致相仿。相关方案于1918年1月提呈海军指挥部；威廉二世继续强调“一体化战列舰”概念的重要性，并且他建议通过移除艏部的背负式炮塔和水下鱼雷管来显著提高设计的速度。为此，舍尔对是否可用三联装或四联装炮塔来节省重量以提高速度至30節（56每小時）进行了征询，这使得设计延至1918年中期才完成。到那时，已经完成的研究表明，重量的减轻效果极其有限，并且臃肿的三联装或四联装炮塔会严重降低射速。
因此，两项最终方案在1918年中期出炉；第一项是与已提呈方案基本相同的L 20e α变体，第二项也类似但仅设六门主炮、最高速度可达28節（52每小時）。至1918年11月，L 20e α变体获选择为下一级待建战列舰的基础。在设计过程中，最令人担心的是这些舰只是否可以迅速建造并投入使用。这些舰只将放弃在水线以下使用舷侧装甲带，因其附接是一个非常漫长的过程。据信，26節（48每小時）的较高速度可以弥补鱼雷攻击的易损性，这使得装甲变得没有必要。
这些舰只从未开建，主要是因为在战争后期，仍可使用的造船厂很大程度上被转用来支持U艇战。设计和测试新式420毫米炮塔的所需工作与U艇的建造发生冲突，而后者已成为海军的优先事项。已被授予合同进行测试的克虏伯向国家海军办公室通报称，新炮塔的设计工作将不得不等待，而卡佩勒也并无太多异议的接受了这一消息。国家海军办公室在1918年2月1日提交了一份报告，指出主力舰的建造被搁置了，这主要是因为战争的重心已转移至U艇。尽管这一级别的舰只从未建造，但海军历史学家蒂莫西·马利根（Timothy Mulligan）指出，L 20 α设计代表着“未解决的两难冲突设计理念和对战列舰特性过于野心的要求，……帝国海军为其继任者留下了模棱两可的遗产”。

## 特征

### 整体特征和机械设备
L 20e α方案的水线长度为238米，有33.5米的舷宽和9米的吃水深度。舰只所设计的标准排水量为44500吨，满载排水量则达49500吨。舰只拟在艏部的大型舰艛之上安装单个三角前桅，以及在艉部烟囱之后安装轻杆主桅，这是该时期德国战列舰的典型特征。舰只将由两台或四台蒸汽轮机驱动四轴，组合输出功率为100,000匹軸馬力（75,000千瓦特）。蒸汽装置由六台燃油锅炉和十六台燃煤锅炉组成，并集成至一个单一的大型烟囱。燃料贮存量为3000吨煤和2000吨重油。从外观上看，该舰与约克代舰级战列巡洋舰非常相似。

### 武器系统
主炮安装于四座双联装炮塔内，如同前级巴伐利亚级一样，在中心线上以背负式排列。艉部的一对炮塔以轮机舱隔开。四座炮塔各装备有两门420毫米45倍径速射炮，共计八门舷炮。420毫米炮在发射1000千克重的弹药时，可提升至30°仰角命中33000米开外的目标。炮口初速估算为800米每秒。舰只还配备有十二门150毫米45倍径速射炮作为副炮，它们安装在主甲板的炮廓内，围绕着舰艛。防空武器由八门88毫米45倍径速射炮或八门105毫米45倍径速射炮组成。其中四门将被安装于上甲板前部司令塔的两侧，另外四门则在主甲板上与艉部背负式炮塔并排。L 20e α方案还将配备三具直径为600或700毫米的水下鱼雷发射管，其中一具置于舰艏，其余两具则安装在轮机舱后部的两边舷侧。

### 装甲保护
L 20e α方案的舰只有一条350毫米厚的装甲带，范围从艏部炮座稍前至第四炮座稍后。在末端炮塔后部，装甲带厚度减弱至300毫米，但它没有一直延伸至舰艉。在舰只前部，装甲带弱化至250毫米，而舰艏仅受到30毫米厚的板式碎片保护。若以高度计，装甲带的范围是从水线以下0.35米处至水上1.95米处。主装甲带正上方是250毫米厚的装甲列板。这部分装甲一直延伸至上甲板。舰只的装甲甲板在艏部有50毫米厚、舯部为50至60毫米厚，艉部则为50至120毫米厚。舰只也有一个20至40毫米厚的艏楼甲板。此外，舰只还受到50至60毫米厚的防鱼雷舱壁保护。一个倾斜的30毫米厚的碎片舱壁，设计用于阻挡炮弹碎片，从防鱼雷舱壁顶部延伸到上甲板。
炮座的正面和侧面也有350毫米厚，但背面减少至250毫米。它们的下部因受到装甲带保护而显著弱化至100毫米。主炮塔有350毫米厚的正面、250毫米厚的侧面、305毫米厚的背面和150至250毫米厚的顶部。副炮以170毫米厚的装甲板保护。前司令塔的厚度为350至400毫米，而后司令塔的侧面保护仅250毫米厚。